# Irving Saladino
Pour les articles homonymes, voir Saladino.
Irving Jahir Saladino Aranda (né le 23 janvier 1983 à Colón) est un athlète panaméen spécialiste du saut en longueur. Il est le seul athlète panaméen de l'histoire à avoir remporté un titre mondial ou olympique.

## Biographie

### Débuts
Il commence par pratiquer le baseball, un sport populaire au Panama. En suivant son frère sur les stades, il découvre l'athlétisme et après des débuts timides au triple saut, il se laisse convaincre par Florencio Aguilar, son entraîneur panaméen, de se concentrer sur le saut en longueur où son style le rapproche plus de Ivan Pedroso que d'autres athlètes comme Carl Lewis ou Dwight Phillips qui utilisaient davantage leurs qualités de sprinter. Son point fort est plus l'impulsion grâce à une grande réactivité sur la planche d'appel. C'est lors des Jeux olympiques d'été de 2004, à Athènes, qu'il rencontre Moura, son nouvel entraineur. Peu après, la Fédération panaméenne contacte son homologue brésilienne afin de trouver une place auprès du Centre d'entraînement de l'IAAF à São Paulo.
Après une 3e place aux Championnats d'Amérique du Sud, en 2003, il participe aux Jeux olympiques d'Athènes mais une blessure quelques jours avant le début de la compétition l'empêche de se qualifier.
En 2005, lors des mondiaux d'Helsinki, il obtient une 6e place.
Lors de la saison hivernale suivante, il obtient une médaille d'argent, la première de l'histoire du Panama lors de championnats du monde, aux mondiaux en salle de Moscou, à un centimètre du vainqueur (8,29 m) et se présente comme l'homme fort de la discipline en 2006, avec cinq victoires en Golden League, lui permettant de remporter 83 333 dollars américains (le jackpot secondaire). L’Athletics 2007 (une publication de l'ATFS) l'a choisi comme « Athletes of 2006 » en le classant à la première place du saut en longueur (devant Andrew Howe et Mohamed Salim Al-Khuwalidi) et à la 6e place du classement toutes spécialités confondues (comme la revue Track & Field News).

### Titre mondial (2007)

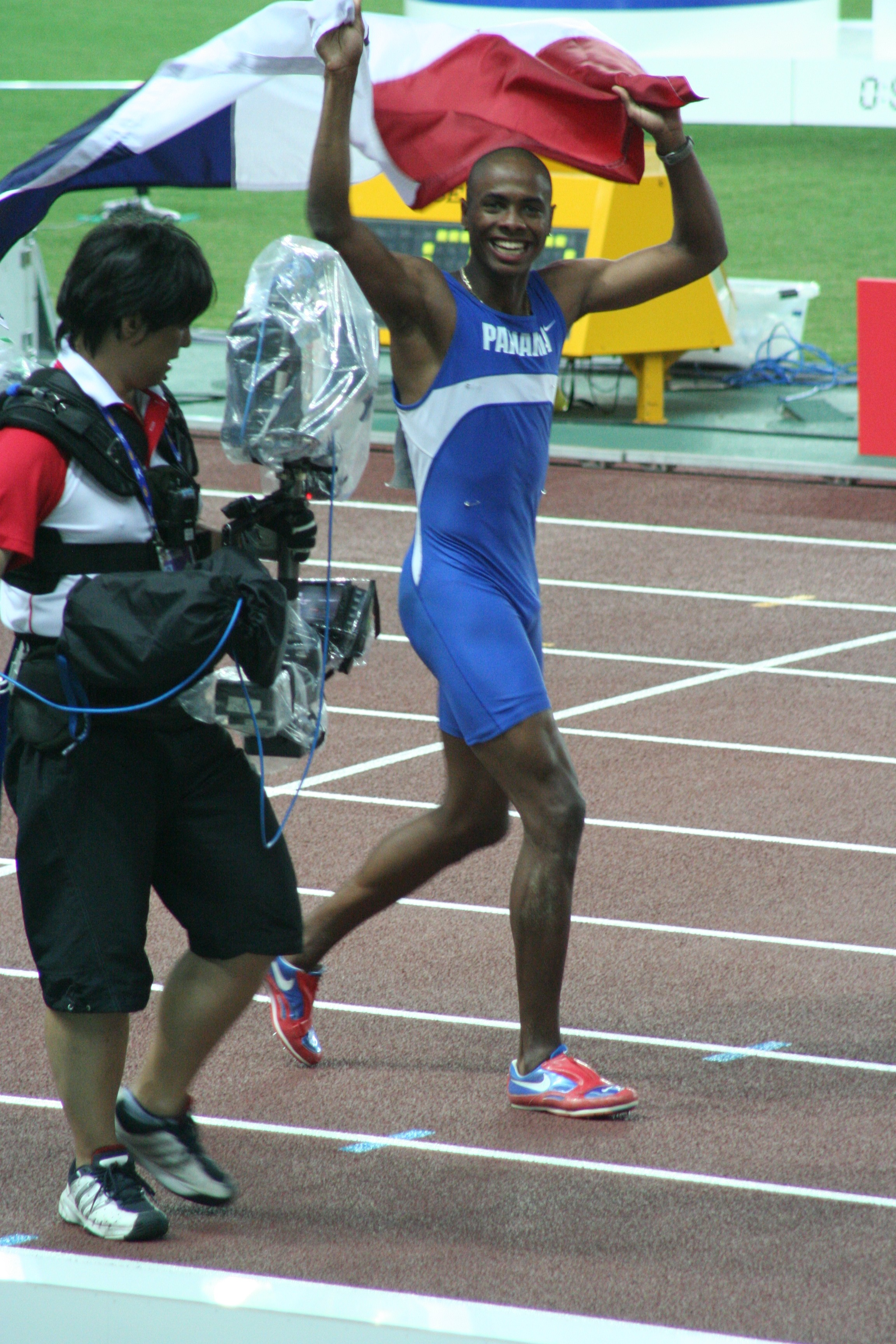
Irving Saladino en 2007 après sa victoire aux Championnats du monde d'Osaka

Irving Saladino améliore son record personnel lors du Meeting Grande Premio Brasil Caixa de Atletismo de Rio de Janeiro en mai 2007 en atteignant le marque de 8,53 m. Désigné porte-drapeau de la délégation panaméenne lors des Jeux panaméricains de 2007, il décroche la médaille d'or de la longueur avec la marque de 8,28 m, devançant de trente centimètres le Cubain Wilfredo Martínez.
Le 30 août 2007, à Osaka, il remporte le titre des Championnats du monde d'athlétisme 2007. Il domine les cinq premiers essais de la finale avec un saut à 8,46 m avant que l'Italien Andrew Howe ne s'empare pour un centimètre de la tête du concours à son 6e et dernier essai. Irving Saladino s'élance alors pour sa dernière tentative et retombe à 8,57 m, empochant par là même la toute première médaille d'or pour son pays, le Panama. « Tout le monde à Panama étaient dans l'attente de cette médaille, la toute première d'un athlète panaméen », déclare Saladino après cette victoire.

### Titre olympique (2008)
Il établit la meilleure performance mondiale de l'année 2008 avec 8,73 m (+1,2 m/s), fin mai lors FBK-Games de Hengelo aux Pays-Bas, soit une amélioration de seize centimètres de son record personnel. Figurant parmi les favoris à la victoire finale lors des Jeux olympiques de 2008, à Pékin, Irving Saladino remporte le concours avec un saut à 8,34 m réussi à son quatrième essai, devançant finalement le Sud-Africain Godfrey Mokoena (8,24 m) et le Cubain Ibrahim Camejo (8,24 m). Il devient à cette occasion le premier athlète de Panama à remporter un titre olympique, et le second sportif de son pays à monter sur un podium olympique après Lloyd LaBeach, médaillé de bronze sur 100 mètres et 200 mètres lors des Jeux olympiques de 1948.

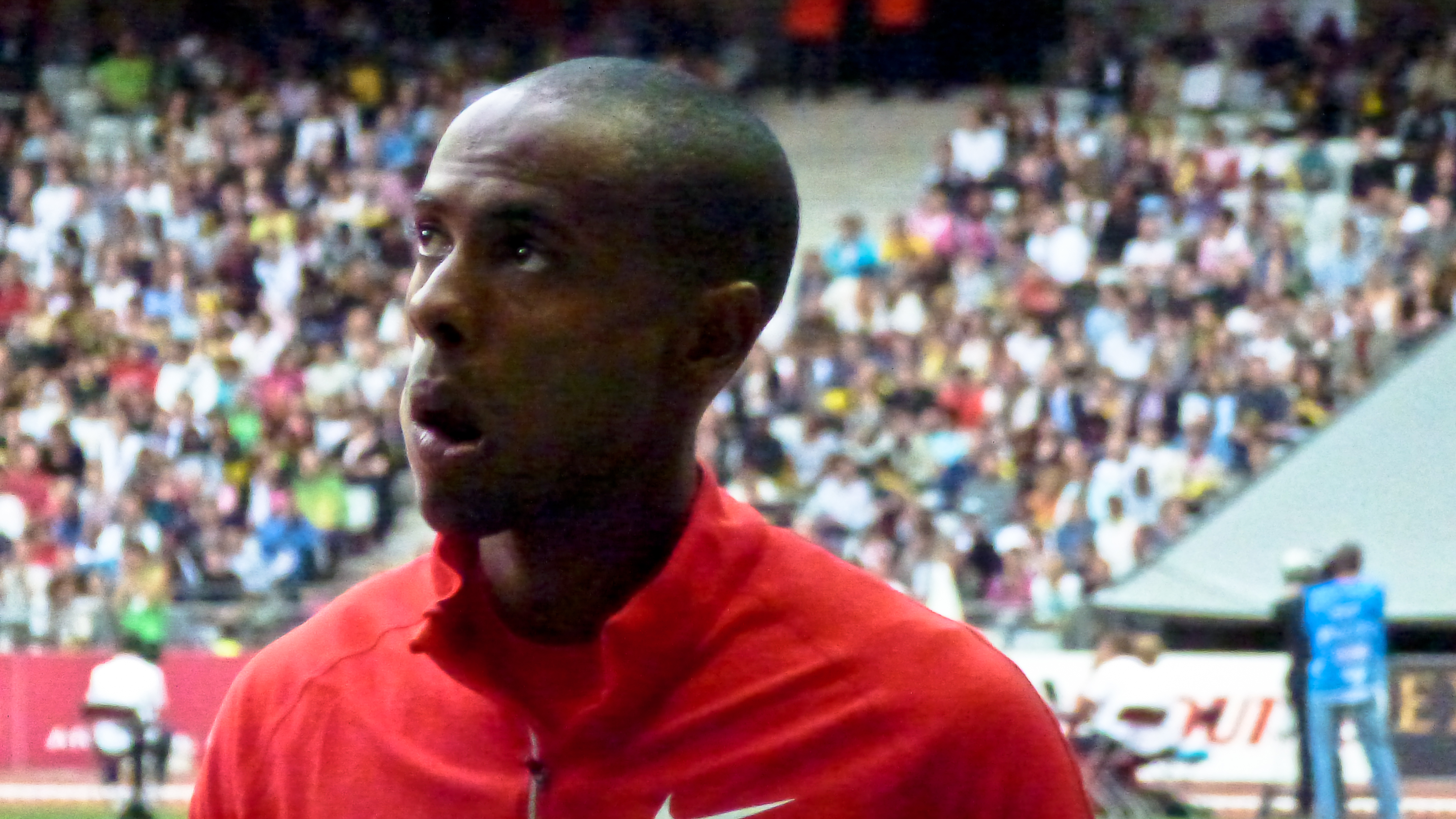
Saladino lors du Meeting Areva 2011

En 2009, Irving Saladino établit la marque de 8,63 m (-0,4 m/s) lors du meeting Prefontaine Classic de Eugene, devancé néanmoins par l'Américain Dwight Phillips qui réalise 8,74 m. Fin août à Berlin, Saladino est éliminé au stade des qualifications des Championnats du monde de Berlin en ne réalisant que 8,16 m.
Après une année 2010 en demi-teinte, où il réalise néanmoins un bond à 8,30 m à Bad Langensalza, Irving Saladino se distingue en juillet 2011 lors du Meeting Areva de Paris-Saint-Denis en enlevant le concours avec 8,40 m, signant la meilleure performance de sa saison.
Lors des Championnats du monde d'athlétisme 2011 à Daegu, il est éliminé en qualifications avec 7,84 m réalisé au troisième essai, après avoir mordu ses deux premières tentatives.

### Retraite (2014)
Il met un terme à sa carrière en août 2014.

## Palmarès
| Date | Compétition                    | Lieu                 | Résultat | Marque |
| ---- | ------------------------------ | -------------------- | -------- | ------ |
| 2003 | Championnats d'Amérique du Sud | Barquisimeto         | 3e       | 7,46 m |
| 2005 | Championnats du monde          | Helsinki             | 6e       | 8,20 m |
| 2006 | Championnats du monde en salle | Moscou               | 2e       | 8,29 m |
| 2006 | Coupe du monde des nations     | Athènes              | 1er      | 8,26 m |
| 2006 | Finale mondiale                | Stuttgart            | 1er      | 8,41 m |
| 2007 | Jeux panaméricains             | Rio de Janeiro       | 1er      | 8,28 m |
| 2007 | Championnats du monde          | Osaka                | 1er      | 8,57 m |
| 2008 | Jeux olympiques                | Pékin                | 1er      | 8,34 m |
| 2009 | Championnats du monde          | Berlin               | finale   | NM     |
| 2013 | Championnats d'Amérique du Sud | Carthagène des Indes | 3e       | 7,94 m |
| 2014 | Jeux sud-américains            | Santiago             | 1er      | 8,16 m |

## Records
| Épreuve          | Épreuve   | Performance | Lieu    | Date            |
| ---------------- | --------- | ----------- | ------- | --------------- |
| Saut en longueur | Extérieur | 8,73 m      | Hengelo | 24 mai 2008     |
| Saut en longueur | Salle     | 8,42 m      | Peanía  | 13 février 2008 |